# Décès en 1383
Décès
- 1379
- 1380
- 1381
- 1382
- 1383
- 1384
- 1385
- 1386
- 1387

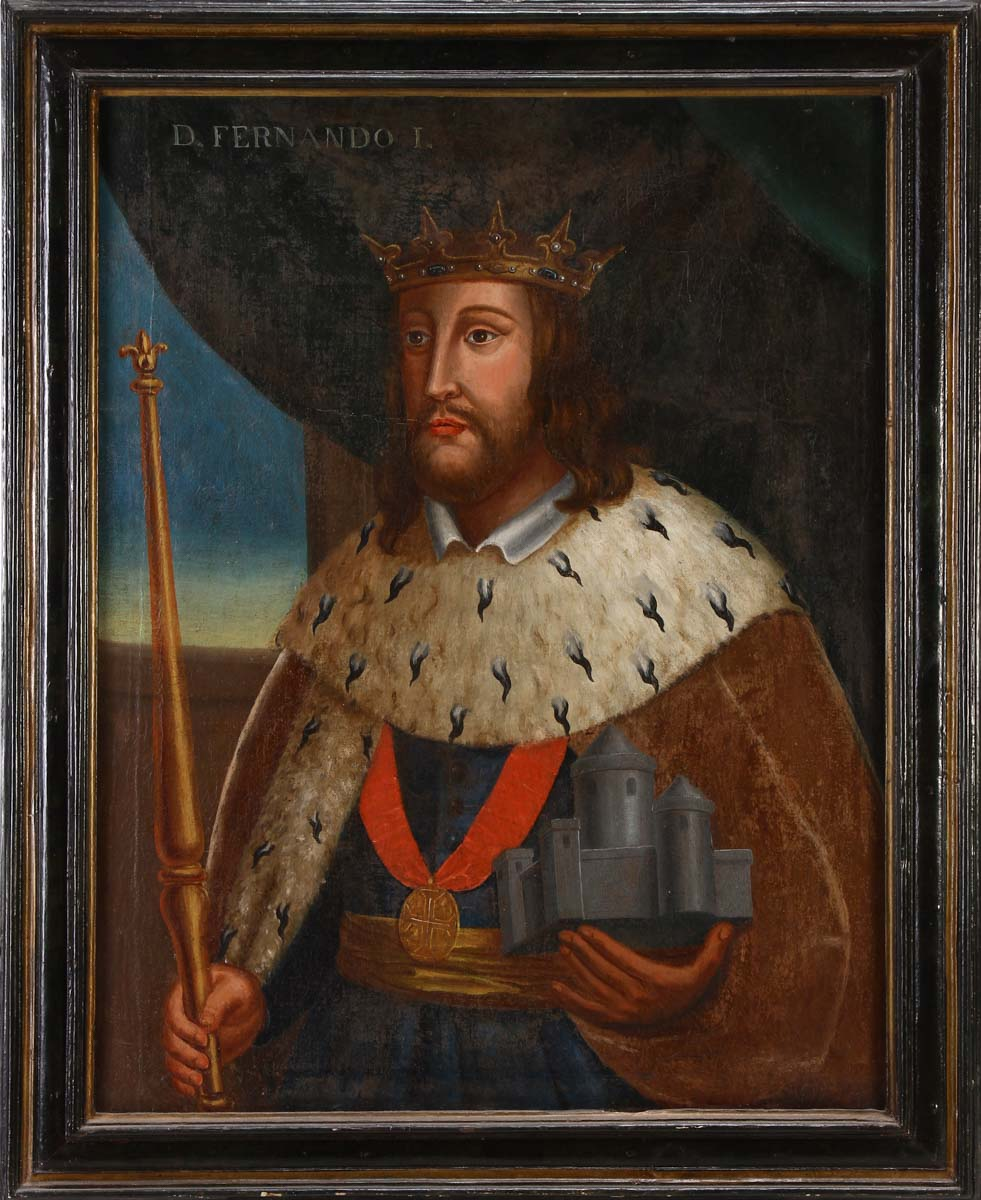
Ferdinand Ier de Portugal, mort en 1383.

Cette page dresse une liste de personnalités mortes au cours de l'année 1383 :
- 13 février : Raoul de Tréal, évêque de Rennes.
- 28 février : Jean Desmarets, prévôt des marchands de Paris, avocat général au parlement de Paris.
- 1er mars : Amédée VI de Savoie, prince souverain du comté de Savoie (1343 à 1383), duc de Chablais et d'Aoste, marquis en Italie et vicaire général d'Empire.
- 3 mars : Ugone III d'Arborée, juge d'Arborée.
- 24 avril : Henri III de Mecklembourg-Schwerin, co-duc de Mecklembourg-Schwerin.
- 30 avril : Prince Kaneyoshi, poète de l'époque de Kamakura et du début de l'époque Nanboku-chō de l'histoire du Japon.
- 5 juin : Dimitri III Constantinovitch, dit l'Usurpateur, fils du prince de Souzdal Constantin Vassilievitch.
- 13 juin : Pierre-Raymond de la Barrière, cardinal français.
- 15 juin : Jean VI Cantacuzène, empereur byzantin usurpateur.
- 7 juillet : Jacques des Baux, dernier empereur latin de Constantinople.
- 26 juillet : Isabelle de Valois, duchesse consort de Bourbon.
- 22 octobre : Ferdinand Ier de Portugal, roi de Portugal et des Algarves.
- 21 novembre : Jean de Cros, évêque de Limoges, puis cardinal.
- 6 décembre : Martinho de Zamora, cardinal portugais.
- 8 décembre : Venceslas Ier de Luxembourg, duc de Luxembourg, duc de Brabant et de Limbourg.
- 23 décembre : Béatrice de Bourbon, reine consort de Bohême.
- Date précise inconnue :
- Gabriele Adorno, quatrième doge de la république de Gênes.
- Kitabatake Akiyoshi, personnalité militaire de l'époque de Kamakura, défenseur de la Cour du Sud durant les guerres de l'époque Nanboku-chō.
- Aleaume Boistel, archevêque de Tours.
- Démétrios Cantacuzène, despote de Morée.
- Niccolo dalle Carceri, duc de Naxos.
- João Fernandes de Andeiro, deuxième comte d'Ourém, fidalgo galicien originaire de La Corogne.
- Guy de Laval, chevalier, seigneur de Challouyau (en Bourgogne) et de Chemillé.
- Albert Ier de Brunswick-Grubenhagen, duc de Brunswick-Lunebourg et prince de Grubenhagen.
- Guillaume de Chanac, évêque de Chartres puis de Mende, cardinal-prêtre de Saint-Vital puis cardinal-évêque de Frascati.
- Simon de Hesdin, religieux de l’ordre de Saint-Jean-de Jérusalem et un traducteur français.
- Panacea De' Muzzi, martyre de l'Église catholique.
- Rolpe Dorje, 4e Karmapa.
- Matteo Gattapone, architecte Italien.
- Geoffroy Le Marhec, évêque  de Cornouaille.
- Wang Lü, peintre chinois (° 1332).

date incertaine (vers 1383)
- Radu Ier, prince de Valachie.

## Crédit d'auteurs
- Cet article est partiellement ou en totalité issu de l'article intitulé « 1383 » (voir la liste des auteurs).